# Base del Riu Groc
La Base del Riu Groc (en noruec: Guleelvstasjonen; en xinès tradicional: 黄河站; en xinès simplificat: 黃河站; en pinyin: Huánghé Zhàn) és una estació científica situada a Ny-Ålesund, a l'illa de Spitsbergen, Svalbard, Noruega. L'estació va ser creada el 2003 i és propietat de l'Institut d'Investigació Polar de la Xina.
Els científics de l'estació investiguen les aurores polars, microbis congelats, monitoren glaceres i investiguen l'atmosfera.